# Provincia de Siracusa
Siracusa (Provincia di Siracusa en italiano y Pruvincia di Sarausa en siciliano) fue una provincia de la región de Sicilia, en Italia. Dejó de existir en 2015 y fue reemplazada por el Libre consorcio municipal de Siracusa. Su capital era la ciudad de Siracusa.
Tenía un área de 2.109 km², y una población total de 396.175 habitantes (2001). Contaba con 21 municipios.
Como dato curioso, en su sexta novela del Capitán Alatriste, Corsarios de Levante, Arturo Pérez-Reverte recoge el nombre "Zaragoza de Sicilia" (cercano al nombre en siciliano para la ciudad) con el que los españoles se refieren a la ciudad.